# Cappadocia (provincia romana)
Cappadocia era il nome di una vasta provincia romana dell'Anatolia centrale, situata nell'omonima regione dell'odierna Turchia.

## Statuto
La Cappadocia venne provincializzata da Tiberio nell'anno 17/18 d.C., quando Roma decise di eliminare il regno ellenistico ivi presente governato da Archelao di Cappadocia. Tiberio affidò la nuova provincia ad un prefetto di rango equestre (da Claudio nominato Procurator Augusti), al comando di truppe ausiliarie.
Dal 69/70 d.C. al 98 d.C., la Cappadocia venne unita alla Galazia sotto il comando di un legatus Augusti pro praetore di rango pretorio. Con il principato di Traiano, la Cappadocia divenne nuovamente una provincia a sé stante, governata da legatus Augusti pro praetore di rango pretorio.
Con la riforma tetrarchica di Diocleziano dell'organizzazione provinciale alla fine del III secolo d.C., la Cappadocia venne divisa nelle province di Cappadocia, Pontus Polemoniacus e Armenia Minor ed inserita nel Diocesi Pontica, più tardi inserita nella Prefettura del pretorio d'Oriente; nel 395 d.C., la provincia di Cappadocia venne nuovamente divisa in Cappadocia I, Cappadocia II.
| EVOLUZIONE DELLE PROVINCE ORIENTALI-SETTENTRIONALI (FUTURA DIOCESI DEL PONTO) | EVOLUZIONE DELLE PROVINCE ORIENTALI-SETTENTRIONALI (FUTURA DIOCESI DEL PONTO) | EVOLUZIONE DELLE PROVINCE ORIENTALI-SETTENTRIONALI (FUTURA DIOCESI DEL PONTO) | EVOLUZIONE DELLE PROVINCE ORIENTALI-SETTENTRIONALI (FUTURA DIOCESI DEL PONTO) | EVOLUZIONE DELLE PROVINCE ORIENTALI-SETTENTRIONALI (FUTURA DIOCESI DEL PONTO) | EVOLUZIONE DELLE PROVINCE ORIENTALI-SETTENTRIONALI (FUTURA DIOCESI DEL PONTO) | EVOLUZIONE DELLE PROVINCE ORIENTALI-SETTENTRIONALI (FUTURA DIOCESI DEL PONTO) | EVOLUZIONE DELLE PROVINCE ORIENTALI-SETTENTRIONALI (FUTURA DIOCESI DEL PONTO) | EVOLUZIONE DELLE PROVINCE ORIENTALI-SETTENTRIONALI (FUTURA DIOCESI DEL PONTO) | EVOLUZIONE DELLE PROVINCE ORIENTALI-SETTENTRIONALI (FUTURA DIOCESI DEL PONTO) | EVOLUZIONE DELLE PROVINCE ORIENTALI-SETTENTRIONALI (FUTURA DIOCESI DEL PONTO) | EVOLUZIONE DELLE PROVINCE ORIENTALI-SETTENTRIONALI (FUTURA DIOCESI DEL PONTO) |
| ----------------------------------------------------------------------------- | ----------------------------------------------------------------------------- | ----------------------------------------------------------------------------- | ----------------------------------------------------------------------------- | ----------------------------------------------------------------------------- | ----------------------------------------------------------------------------- | ----------------------------------------------------------------------------- | ----------------------------------------------------------------------------- | ----------------------------------------------------------------------------- | ----------------------------------------------------------------------------- | ----------------------------------------------------------------------------- | ----------------------------------------------------------------------------- |
| prima della conquista romana                                                  | regno di Bitinia                                                              | regno del Ponto                                                               | regno del Ponto                                                               | regno di Galazia                                                              | regno di Galazia                                                              | regno di Cappadocia                                                           | regno di Cappadocia                                                           | regno di Cappadocia                                                           | regno di Cappadocia                                                           | regno di Cappadocia                                                           | regno di Armenia                                                              |
| dal 74 a.C.                                                                   | prov. di Bitinia                                                              | regno del Ponto                                                               | regno del Ponto                                                               | regno di Galazia                                                              | regno di Galazia                                                              | regno di Cappadocia                                                           | regno di Cappadocia                                                           | regno di Cappadocia                                                           | regno di Cappadocia                                                           | regno di Cappadocia                                                           | regno di Armenia                                                              |
| dal 63 a.C.                                                                   | prov. di Bitinia e Ponto                                                      | prov. di Bitinia e Ponto                                                      | prov. di Bitinia e Ponto                                                      | regno di Galazia                                                              | regno di Galazia                                                              | regno di Cappadocia                                                           | regno di Cappadocia                                                           | regno di Cappadocia                                                           | regno di Cappadocia                                                           | regno di Cappadocia                                                           | regno di Armenia                                                              |
| dal 36 a.C.                                                                   | Bitinia e Ponto                                                               | Bitinia e Ponto                                                               | Bitinia e Ponto                                                               | regno di Galazia (protettorato romano)                                        | regno di Galazia (protettorato romano)                                        | regno di Cappadocia (protettorato romano)                                     | regno di Cappadocia (protettorato romano)                                     | regno di Cappadocia (protettorato romano)                                     | regno di Cappadocia (protettorato romano)                                     | regno di Cappadocia (protettorato romano)                                     | regno di Armenia (protettorato romano)                                        |
| dal 25 a.C.                                                                   | Bitinia e Ponto                                                               | Bitinia e Ponto                                                               | Bitinia e Ponto                                                               | prov. di Galazia                                                              | prov. di Galazia                                                              | regno di Cappadocia (protettorato romano)                                     | regno di Cappadocia (protettorato romano)                                     | regno di Cappadocia (protettorato romano)                                     | regno di Cappadocia (protettorato romano)                                     | regno di Cappadocia (protettorato romano)                                     | regno di Armenia (protettorato romano)                                        |
| dal 17 d.C.                                                                   | Bitinia e Ponto                                                               | Bitinia e Ponto                                                               | Bitinia e Ponto                                                               | Galazia                                                                       | Galazia                                                                       | prov. di Cappadocia                                                           | prov. di Cappadocia                                                           | prov. di Cappadocia                                                           | prov. di Cappadocia                                                           | prov. di Cappadocia                                                           | regno di Armenia (protettorato romano)                                        |
| dal 74                                                                        | Bitinia e Ponto                                                               | Bitinia e Ponto                                                               | Bitinia e Ponto                                                               | Cappadocia (Galazia inglobata)                                                | Cappadocia (Galazia inglobata)                                                | Cappadocia (Galazia inglobata)                                                | Cappadocia (Galazia inglobata)                                                | Cappadocia (Galazia inglobata)                                                | Cappadocia (Galazia inglobata)                                                | Cappadocia (Galazia inglobata)                                                | regno di Armenia (protettorato romano)                                        |
| dal 114                                                                       | Bitinia e Ponto                                                               | Bitinia e Ponto                                                               | Bitinia e Ponto                                                               | Galazia                                                                       | Galazia                                                                       | Cappadocia                                                                    | Cappadocia                                                                    | Cappadocia                                                                    | Cappadocia                                                                    | Cappadocia                                                                    | prov. di Armenia                                                              |
| dal 117                                                                       | Bitinia e Ponto                                                               | Bitinia e Ponto                                                               | Bitinia e Ponto                                                               | Galazia                                                                       | Galazia                                                                       | Cappadocia                                                                    | Cappadocia                                                                    | Cappadocia                                                                    | Cappadocia                                                                    | Cappadocia                                                                    | regno di Armenia (protettorato romano)                                        |
| dal 163                                                                       | Bitinia e Ponto                                                               | Bitinia e Ponto                                                               | Bitinia e Ponto                                                               | Galazia                                                                       | Galazia                                                                       | Cappadocia                                                                    | Cappadocia                                                                    | Cappadocia                                                                    | Cappadocia                                                                    | Cappadocia                                                                    | prov. di Armenia (?)                                                          |
| dal 180/192 (?)                                                               | Bitinia e Ponto                                                               | Bitinia e Ponto                                                               | Bitinia e Ponto                                                               | Galazia                                                                       | Galazia                                                                       | Cappadocia                                                                    | Cappadocia                                                                    | Cappadocia                                                                    | Cappadocia                                                                    | Cappadocia                                                                    | regno di Armenia (protettorato romano)                                        |
| al momento della divisione tetrarchica 293                                    | Bitinia                                                                       | Paflagonia                                                                    | Paflagonia                                                                    | Galazia                                                                       | Galazia                                                                       | Pontus Polemoniacus (dalla Cappadocia)                                        | Cappadocia I                                                                  | Cappadocia II                                                                 | Armenia I (dalla Cappadocia)                                                  | Armenia II (dalla Cappadocia)                                                 | regno di Armenia (protettorato romano)                                        |
| al tempo della Not.Dign. 400                                                  | Bitinia                                                                       | Paflagonia                                                                    | Elenoponto                                                                    | Galatia I                                                                     | Galatia II                                                                    | Pontus Polemoniacus (dalla Cappadocia)                                        | Cappadocia I                                                                  | Cappadocia II                                                                 | Armenia I                                                                     | Armenia II                                                                    | regno di Armenia (protettorato sasanide)                                      |

## Storia

### Prima di Roma
La Cappadocia fu prima della conquista romana un regno ellenistico sempre in guerra con il vicino regno di Pergamo e con quello che sarebbe diventato successivamente il regno dei Parti.
Il regno di Cappadocia vide un periodo di piena fioritura dal 300 al 100 a.C., dopo il 100 a.C. con la fine del regno di Pergamo e l'intromissione dell'impero romano nel mondo orientale il regno di Cappadocia perse gran parte del suo vecchio potere e nel 17/18 d.C. venne conquistata da Tiberio non senza aspre lotte, il regno di Cappadocia pur essendo indebolito e ormai soggiogato dal punto di vista politico (infatti si poteva quasi considerare uno stato vassallo dell'impero romano) utilizzò gli ampi deserti e la poderosa cavalleria per combattere i romani che solo dopo lunghe e aspre lotte vinsero. 
Dopo aver annesso la regione come nuova provincia, l'Impero fece in modo che la pressione fiscale fosse inferiore a quella esercitata del vecchio Regno di Cappadocia, affinché la popolazione locale considerasse il governo romano come migliore rispetto a quello precedente. 

## Esercito e difesa

### Legioni romane
In Oriente, sotto Vespasiano, veniva sedata dal figlio Tito, una difficile rivolta in Giudea, che aveva portato alla conquista di Gerusalemme (nel 70), dove venne posta come guarnigione permanente la legio X Fretensis. In seguito a questi eventi due legioni furono trasferite lungo il fiume Eufrate in Cappadocia (la XII Fulminata e la XVI Flavia Firma). La legio XII Fulminata venne rimossa dalla Siria e, mentre prima era accampata a Raphana, venne inviata nella città chiamata Melitene posizionata presso l'Eufrate, lungo il confine tra il regno d'Armenia e la provincia di Cappadocia.
Sotto Vespasiano due legioni (la XII Fulminata e la XVI Flavia Firma) furono trasferite lungo il fiume Eufrate in Cappadocia «per difenderla dalle continue incursioni dei barbari e ne pose a capo un legato consolare al posto di un cavaliere romano». La legio XII Fulminata venne stanziata a Melitene, mentre la XVI Flavia Firma a Satala.
| ANNO 72 d.C. | unità legionaria       | località antica | località moderna | annotazioni varie                                            |
| ------------ | ---------------------- | --------------- | ---------------- | ------------------------------------------------------------ |
| 1            | Legio XVI Flavia Firma | Satala          | Sadagh           | Questa legione rimase fino alle campagne partiche di Traiano |
| 2            | Legio XII Fulminata    | Melitene        | Melitene         |                                                              |

Traiano dopo aver impiegato nelle campagne contro i Parti la legio XV Apollinaris (114-117), nella nuova riorganizzazione orientale operata da Adriano posizionò quest'ultima legione definitivamente a Satala in Cappadocia.
| ANNO 117 | unità legionaria     | località antica | località moderna | annotazioni varie |
| -------- | -------------------- | --------------- | ---------------- | ----------------- |
| 1        | Legio XV Apollinaris | Satala          | Sadagh           |                   |
| 2        | Legio XII Fulminata  | Melitene        | Melitene         |                   |

Sappiamo che all'abdicazione di Diocleziano (305) c'erano almeno 53/56 legioni in tutto l'impero, quattro delle quali si trovavano nell'antica provincia di Cappadocia-Armenia Prima.
| ANNO 305 | unità legionaria                          | località antica | località moderna | annotazioni varie |
| -------- | ----------------------------------------- | --------------- | ---------------- | ----------------- |
| 1        | Legio XV Apollinaris e legio II Armeniaca | Satala          | Sadagh           |                   |
| 2        | Legio I Armeniaca                         | Claudiopolis    | Mut              |                   |
| 3        | Legio XII Fulminata                       | Melitene        | Melitene         |                   |

Nel V secolo la legio XV Apollinaris era ancora in Cappadocia, secondo la Notitia dignitatum, con base a Satala ed Ancyra, sotto il comando del Dux Armeniae.

### Auxilia

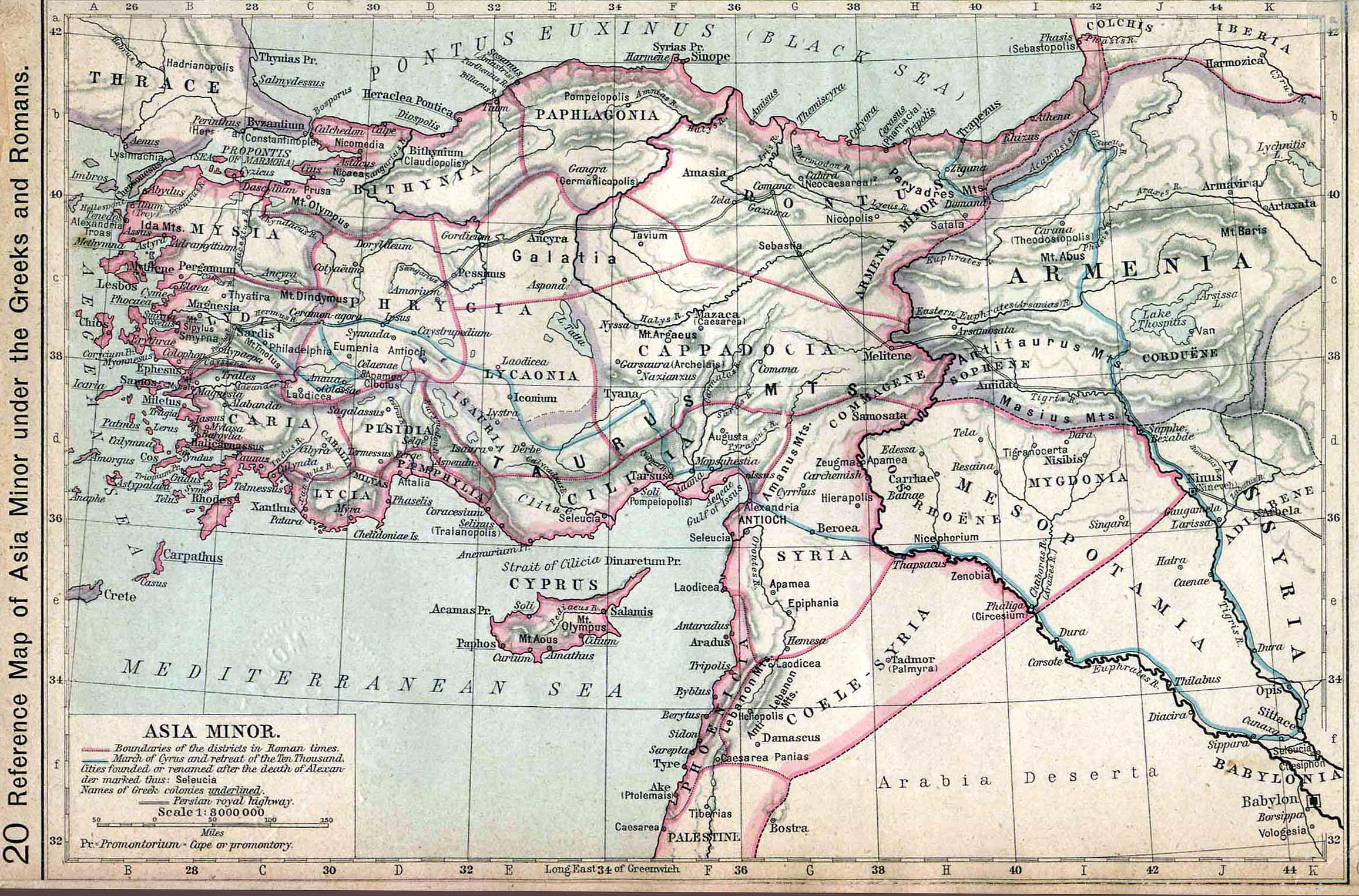
La Cappadocia e l'Anatolia antica

Inizialmente la provincia fu difesa esclusivamente da reparti di ausiliari che rimasero nel corso dei secoli successivi in numero sufficientemente costante. In totale si conoscono, da quanto ci racconta Arriano e dalle iscrizioni provinciali scoperte, 4 alae e 15/16 cohortes. Tacito ci informa, inoltre, che a partire da Vespasiano il numero di ausiliari e legionari risultasse approssimativamente paritetico.
Durante il regno di Domiziano (nel 92), vi erano: 3 alae di cavalleria e 13 cohortes di fanteria (o miste), tra cui ricordiamo:
- per le ali: Thracum Herculana, I Gemina colonorum e I Augusta Germaniciana;
- per le coorti: I Augusta civium Romanorum e I Italica milliaria voluntariorum civium Romanorum.

Durante il regno di Adriano (nel 134), vi erano secondo quanto ci racconta Arriano nel suo Schieramento contro gli Alani: 4 alae di cavalleria e 10 cohortes di fanteria (o miste), tra cui ricordiamo:
- per le ali: I Augusta Colonorum, I Ulpia Dacorum, II Gallorum e II Ulpia Auriana;
- per le coorti: I Raetorum equitata, I Ituraeorum sagittariorum equitata, I Italica voluntariorum civium Romanorum, I Germanorum milliaria equitata, I Bosporanorum milliaria equitata, I Apuleia civium Romanorum, I Numidarum equitata, III Augusta Cyrenaica sagittaria equitata, III Ulpia Patraeorum sagittaria milliaria equitata e IV Raetorum equitata.

Al tempo infine della Notitia Dignitatum (400 circa), le forze ausiliarie ammontavano a 5 alae e 7 cohortes, poste sotto il comando del dux Armeniae.

## Geografia economica e politica
La provincia confinava a nord con la provincia di Galazia e della Bitinia e Ponto ad occidente con la provincia d'Asia e sud con le province di Cilicia e la Siria. La Cappadocia era una provincia limitanea, cioè posta sui confini dell'impero, lungo il limes orientale, ai margini del Regno d'Armenia. A causa della conformazione geologica della regione e dell'assenza di una tessuto urbano importante, la provincia di Cappadocia fu fra le meno ricche e fra le meno abitate dell'intero Oriente romano.
In Cappadocia i romani allevavano i migliori cavalli per i loro eserciti.

### Maggiori centri provinciali
La capitale provinciale era Caesarea (l'odierna Kayseri). Altro centro importante fu Melitene.